# Anesthesiologie
Anesthesiologie is een specialisme in de geneeskunde dat zich vooral bezighoudt met het geven van anesthesie. Anesthesie betekent vrij vertaald niet gewaar worden, niet voelen.
De naamgeving van het specialisme geeft de inhoud van het vak maar beperkt weer. Het geven van narcose, het in slaap brengen van een patiënt, en het uitschakelen van gevoel, dus de anesthesie, en beweging van lichaamsdelen of spierverslapping voor operatieve doeleinden vormen een aanzienlijk deel van de taak van de anesthesioloog, de anesthesist, maar de levensondersteunende maatregelen die de anesthesioloog moet nemen om de patiënt zonder nadelige gevolgen door een operatieve ingreep te laten komen zijn minstens zo belangrijk. Dit betekent dat de anesthesioloog de patiënt voor de operatie goed op zijn of haar operatie voorbereid, de operatie in het algemeen voorbereid en tijdens de operatie voortdurend met de daartoe bestemde technische middelen de lichaamsfuncties zoals de hartslag en ademhaling van de patiënt controleert.
De anesthesioloog past zijn medische kennis en vaardigheid behalve bij het werk op de operatiekamer ook op de intensieve zorg en de afdeling spoedeisende hulp toe. Reanimeren en de behandeling van moeilijk te bestrijden pijn behoren tot het vakgebied van de anesthesioloog. Het is goed mogelijk dat hij bij het tegengaan van pijn pijnstillers voorschrijft. Zij zijn vaak de arts in een mobiel medisch team.

## Soorten anesthesie
- Algehele anesthesie, ook wel narcose genoemd
- Regionale anesthesie, daartoe behoren:
  - Epi-, of peridurale anesthesie
  - Spinale anesthesie
  - Gecombineerde spinale en epidurale anesthesie
  - Plexus-brachialisblokkade
  - Perifere zenuwblokkade
- Lokale of infiltratieanesthesie

Basisarts · Huisarts · Specialist —
Acute geneeskunde ·
Anesthesie-reanimatie ·
Arbeidsgeneeskunde ·
Arts Maatschappij en Gezondheid ·
Arts voor verstandelijk gehandicapten ·
Beheer van gezondheidsgegevens ·
Cardiologie ·
Dermato-venereologie ·
Endocrino-diabetologie ·
Forensische of gerechtelijke geneeskunde ·
Fysische geneeskunde ·
Gastro-enterologie ·
Geriatrie ·
Gynaecologie en verloskunde ·
Heelkunde ·
Intensieve zorg ·
Interne of inwendige geneeskunde ·
Kinder- en jeugdpsychiatrie ·
Klinische biologie ·
Klinische chemie ·
Klinische farmacologie ·
Klinische genetica ·
Mond-, kaak- en aangezichtschirurgie ·
Nefrologie ·
Neurochirurgie ·
Neurologie ·
Nucleaire geneeskunde ·
Oncologie ·
Oftalmologie of oogheelkunde ·
Orthopedie ·
Otorinolaryngologie, kno-heelkunde of nko-heelkunde ·
Pathologische anatomie ·
Pediatrie ·
Plastische, reconstructieve en esthetische heelkunde ·
Pneumologie of longziekten ·
Psychiatrie ·
Radiologie ·
Radiotherapie-Oncologie ·
Reumatologie ·
Revalidatiegeneeskunde ·
Sociale geneeskunde ·
Sportgeneeskunde ·
Stomatologie of kaakchirurgie ·
Spoedeisende of urgentiegeneeskunde ·
Urologie ·
Verzekeringsgeneeskunde en medische expertise